# Hermandad del Calvario (Estepa)
La Hermandad del Calvario es una cofradía de Semana Santa establecida en la ciudad de Estepa, fundada el día 20 de abril de 1941 con residencia canónica en la Iglesia Nuestra Señora de Gracia. Esta hermandad realiza estación de penitencia cada Madrugada del Jueves Santo desde la Iglesia Nuestra Señora del Carmen. El nombre completo es Hermandad del Santísimo Cristo de la Salud, Nuestra Señora de la Amargura y San Juan Evangelista pero es más conocida como "El Calvario".

## Historia
Fue en el año 1939, cuando un grupo de excombatientes de la Guerra Civil, en acción de gracias por haber vuelto con vida del conflicto deciden, animados por el Rvdo. Fray Alfonso Castelo, la fundación de esta cofradía también conocida en la ciudad como Hermandad del Silencio.
Tras varias vicisitudes y reuniones, se levanta Acta de Constitución de la corporación el 20 de abril de 1941. En Decreto de 8 de julio de 1941, el vicario general del Arzobispado de Sevilla da por presentado el proyecto de Santas Reglas que le remitió el director espiritual de la Hermandad y superior del convento de PP. Franciscanos, Rvdo. P. Fray Alfonso Castelo, para proceder a la constitución canónica de la Cofradía. Desde entonces, y así consta en sus Reglas, el director Espiritual de la Hermandad y el Superior de la Orden son la misma persona.
La primera estación de penitencia se realizó a las 12 en punto de la noche del Jueves Santo, procesionando durante la madrugada del Viernes, saliendo de la Iglesia de Nuestra Señora del Carmen para subir a la Iglesia de Nuestra Señora de Gracia en el Cerro de San Cristóbal, sede de la Orden Franciscana. Abrió las puertas del templo en tan solemne acontecimiento Don Antonio Machuca Chía y continuó haciéndolo hasta mediados de los años sesenta en que le sucedió su hijo José María Machuca Fernández.
Durante varios años procesionó ese día, pero debido a la coincidencia con el recorrido de la Hermandad de Paz y Caridad, se acuerda en cabildo pasar la salida a las 12 de la noche del día anterior.
En un principio los nazarenos llevaban faroles con una vela encendida. Posteriormente, éstos desaparecen y se sustituyen por cirios de madera pintados de blanco y luz artificial mantenida por pilas. En 1981, la Junta de Gobierno decide recuperar la antigua tradición de los faroles y es así como continua a día de hoy.
El exorno del paso también ha sufrido variación a través del tiempo. Se usaron así, claveles de plástico de color rojo que servían de un año para otro. Se acuerda por fin en 1978 usar claveles naturales, pero a partir de 1980 hubo algunos años que adornaron el paso lirios morados, y más tarde con gladiolos rojos en las esquinas hasta que a mediados de esa década se configura el diseño actual.
Fue a finales de la década de los años setenta del pasado siglo cuando la Cofradía evoluciona aceleradamente y pasa por el mejor momento de esplendor de toda su historia, siendo Hermano Mayor, Don Jesús Guerrero Fernández, artífice principal de todos los cambios que se han producido en el seno de la corporación y que causa la común admiración de que hoy en día goza.
Durante muchos años no llevó acompañamiento musical alguno, pero felizmente se acuerda en un cabildo que hiciese estación de penitencia una Capilla Musical interpretando composiciones muy antiguas de carácter sacro llamadas saetas, tocadas con clarinete, oboe, saxofón y fagot. Tradicionalmente, ha sido la Capilla Musical de Sevilla (compuesta por Profesores de la Banda Municipal), la que ha acompañado a la procesión. Últimamente, son miembros de la Banda Amigos de la Música de Estepa los que interpretan las saetas. Existe una composición de estilo genuinamente medieval, obra de Julio Páez, profesor de la Banda Municipal de Sevilla, y que venía a acompañar a la procesión, titulada "Al Calvario de Estepa" y llegó a estrenarla a la salida de la Iglesia de Nuestra Señora del Carmen y está editada en el segundo disco del autor con este mismo título.
Es de resaltar, como algo único en la Semana Santa de Estepa, que el caminar de la estación de penitencia va marcado por el toque de unos crótalos o castañuelas.

## Escudo

Escudo de la Hermandad

El escudo o anagrama de la hermandad está compuesto por una corona de espinas con la cruz latina en el centro de la que penden las sábanas del descendimiento, todo ello bordado en seda de color negro sobre tejido blanco.

## Imágenes titulares e iconografía
El Santísimo Cristo de la Salud, se encuentra clavado sobre una cruz arbórea con la leyenda INRI en el brazo corto de la misma. Representa el instante inmediato al de su expiración. Es de mayores proporciones que lo habitual y fue realizado en Sevilla por Manuel Escamilla Cabezas en 1952, imaginero de origen estepeño.
Las imágenes de Nuestra Señora de la Amargura y San Juan Evangelista fueron bendecidas en la función principal de Instituto de la Hermandad celebrada el Domingo de Pasión de 1945. No existen datos de su autoría ya que en las actas que conserva la cofradía, solo se menciona su adquisición y bendición. Son de candelero y de vestir. También se ignora el imaginero que talló a Santa María Magdalena y la época de que procede. La imagen de la santa es, asimismo, de candelero y de vestir y luce cabllera natural.
Hasta 1951, hizo estación de penitencia la imagen del Señor de la Salud que preside el retablo, que se encuentra en el crucero del lado de la Epístola de la Iglesia de Nuestra Señora de Gracia. Es una imagen muy antigua, de autor desconocido y de notable importancia para la Hermandad, debido a que fue el primer titular.
El misterio representa a Cristo crucificado en el Gólgota o Calvario, instantes después de la expiración. A su derecha, Nuestra Señora de la Amargura con la vista levantada hacia su hijo y a la izquierda San Juan Evangelista señalando al Señor con el índice de la mano derecha levantado. Al frente y a un lado, Santa María Magdalena de rodillas con las manos entrelazadas y en actitud de desconsuelo, elevando una oración.

## Vestimentas y recomendaciones para los nazarenos
Según las reglas de la Hermandad se deberá llevar antifaz blanco con el escudo en el centro del mismo, túnica de color negro y de cíngulo, el cordón franciscano anudado siempre en la parte derecha. Además debe de usarse calzado y calcetines de color negro, nunca calzado deportivo.
Los nazarenos llevan faroles de color negro con velas blancas y las insignias y cetros de la Cofradía.
No se deberá de llevar objetos identificativos tales como anillos (excepto la alianza matrimonial), pulseras o cualquier otro que sirva para la identificación personal.
El recorrido hasta la Iglesia y posterior vuelta a casa, se debe de hacer siempre vestido de nazareno y utilizando el trayecto más corto.

## Insignias y enseres
La cruz de guía está hecha a imagen de la del Señor de la Salud, con el escudo de la Hermandad en la intersección de los brazos.
El Sine Labe, con la imagen del Cristo de la Salud, es un óleo pintado y donado por la hermana Doña María del Carmen Ramírez. Está sobrepuesto en óvalo sobre terciopelo con bordados de oro y data de finales de los años noventa del pasado siglo.
El Estandarte, de la época fundacional, bordado en oro y sedas de colores con pedrerías y perlas naturales con la imagen en el centro de la Orden Franciscana.
El Estandarte del Grupo Joven, de estilo neogótico con una orla central donde se encuentra un óvalo bordado con una pintura del Santísimo Cristo de la Salud y bordado en oro sobre terciopelo de algodón negro con diferentes técnicas y puntos como setillo, cartulinas, oro tendido, media onda y escamados.
El Libro de Reglas, en terciopelo con el escudo de la Hermandad y cantoneras de plata en las esquinas. Se caracteriza por la originalidad de que lleva el original de los Estatus aprobados y sellados en el Palacio Arzobispal de Sevilla.
Las castañuelas o crótalos, siendo un total de 4, realizadas periódicamente durante los años ochenta del siglo XX, a medida que aumentaba el número de nazarenos en la estación de penitencia. Se conserva la castañuela fundacional que llevaba el Rvdo. P. Fray Alfonso Castelo, que era quien dirigía el cortejo procesional. Han tenido que ser restauradas varias veces por carpinteros de la localidad.

## Horario e Itinerario
- Salida: 12.00 de la Noche
- Entrada: 03.00 de la Madrugada

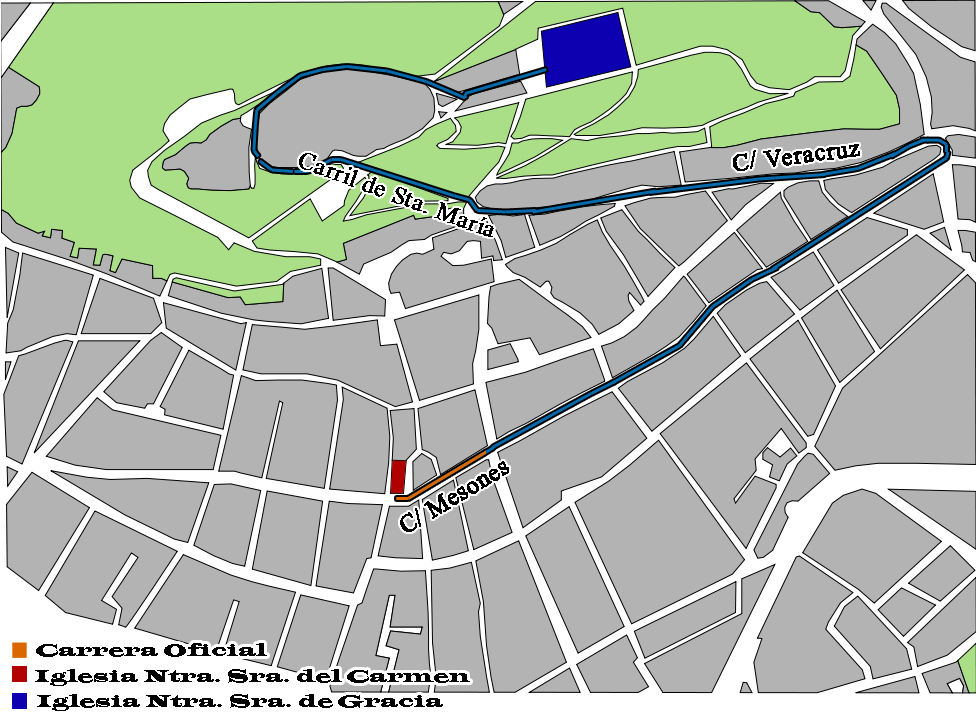
Recorrido de la Hermandad

- Itinerario: Salida de la Iglesia de Nuestra Señora del Carmen, Carrera Oficial, Calle Mesones, Calle Castillejos, Calle Virgen de la Esperanza, Plaza de los Remedios (01.00 de la madrugada), Calle Veracruz, Calle Cuesta, Carril de Santa María (01.45 de la madrugada), Iglesia de Santa María la Mayor, Iglesia Conventual de Santa Clara, ruinas de la Alcazaba y de la Fortaleza, Torre del Homenaje (02.30 de la madrugada), Real de los Frailes y entrada en la Iglesia Nuestra Señora de Gracia (03.00 de la madrugada).[10]

En ocasiones el itinerario ha tenido que ser modificado por diferentes circunstancias. En el año 2002 se tuvo que recortar camino a través de la Calle Cuesta y volver a la Iglesia de Ntra. Sra. del Carmen debido al fuerte viento que hacía peligrar la integridad de las imágenes. En los años 2012 y 2013 la Hermandad cambia su lugar de salida, teniendo que salir desde la Iglesia de San Sebastián, debido a las obras de restauración de la Iglesia de Ntra. Sra. del Carmen.

## Eventos
La Hermandad participa en diferentes eventos de ámbito religioso de la localidad.
Desde el año 1984 participa en la Octava de los Remedios (evento organizado por la Hermandad de Nuestra Señora de los Remedios) con la creación de una caseta de feria. 
El grupo joven organiza desde el año 2012 una Cruz de Mayo en la explanada de la casa-hermandad y participa en el concurso de carrozas de la Romería de San José Obrero (evento organizado por la Hermandad de Las Angustias) desde el año 2013 con los siguientes resultados: 
- Primer Premio: 2014, 2016, 2017, 2022, 2023 y 2024
- Segundo Premio: 2015, 2018 y 2019
- Tercer Premio: 2013

## Hermanamientos
- Hermandad del Santísimo Cristo del Calvario de la Villa de Alcora